# 篠原保
篠原 保（しのはら たもつ、1965年11月7日 - ）は、日本のキャラクターデザイナー・イラストレーター。
特撮のキャラクターデザインを中心にアニメや玩具など、幅広い分野を手がけている。

## 経歴
鹿児島県鹿児島市出身。九州芸術工科大学芸術工学部（現：九州大学芸術工学部）画像設計学科卒。大学在学中の1987年、『超人機メタルダー』のキャラクターデザインでデビュー。ただし、同作品や翌年の『世界忍者戦ジライヤ』などへの参加は本人的にはあくまで「ヘルプ」という意識だったようで、自身のウェブサイトでは1989年の『高速戦隊ターボレンジャー』がデビュー作という扱いとなっている。1988年に大学卒業後、デビューのきっかけとなった師匠である雨宮慶太主宰の有限会社クラウドに入社。
1989年に『高速戦隊ターボレンジャー』の敵デザインを単独で手がけ、メインデザイナーを初めて担当する。元々はクラウドへのオファーであったが、当時は雨宮が『仮面ライダーBLACK RX』と『機動刑事ジバン』を担当して多忙であったため、企画者104の推薦もあり選ばれた。以後、『忍者戦隊カクレンジャー』まで『鳥人戦隊ジェットマン』を除くスーパー戦隊シリーズの怪人デザインを手がけた。東映プロデューサーの鈴木武幸は、篠原のデザインを高く評価しており、後年に『カクレンジャー』でのデザイン画をパワーレンジャーのスタッフに見せたところ好評を得たという。
1995年にクラウドを退社した後はフリーランスとして活動を開始する。フリーランスでの活動開始と前後して3DCGにも手を伸ばしており、スーパー戦隊Vシネマや『人造人間ハカイダー』ではソフトのジャケットデザインを多数手がけている。
1996年、『超光戦士シャンゼリオン』にて、ヒーロー側も含めたほとんどのデザインを手がける。その後はゲームや『変身サイボーグ99』などの玩具デザイン、『鉄甲機ミカヅキ』への参加を経て、2001年に『破壊魔定光』でアニメ作品を初担当。
2002年より仮面ライダーシリーズに参加して以降はほぼ毎年、東映特撮に参加している。2006年6月には、初の作品集となる『イコン』が発売された。
実生活では2005年2月20日に長男が誕生し、1児の父親となった。沖縄県在住。

## 作風
雨宮の影響が強く、怪人ごとにシルエットの変化を念頭に置いた作風が特徴である。『地球戦隊ファイブマン』の終盤ごろから雨宮からの影響で筆ペンを用いるようになる。
『世界忍者戦ジライヤ』では使用されなかったデザインも多かったが、そのことからテレビの尺や予算では描写に限界があるということを学んだといい、ポイントを絞り込んだり効果的な見せ方を探ることで作品や現場への正解に近づけることができれば、自身や持ち味になり、現場からの信頼も得られると述べている。
『恐竜戦隊ジュウレンジャー』のドラゴンレンジャー/ブライのデザインイメージについては佐藤健太が演じることを念頭にデザインしたものである。
雨宮や同業の出渕裕らは、自身の手がけたキャラクターが思い通りに活躍しないことへの不満から自ら監督として作品を手がけるようになり、篠原へも自分でキャラクターを動かせる立場になるよう勧めているが、篠原自身はやられ役の怪人を望んで描いているため不満はなく、むしろ自身のキャラクターが造形化されることに感謝をしている。
スーパー戦隊シリーズで携わる企画者104の松井大は、篠原は締め切りのぎりぎりまでデザインに時間をかけることが多く、次の発注に移っても前に発注したものの別案が提出されてくることもあったと証言している。

## 活動

### テレビ

#### 特撮
- 1987年 超人機メタルダー（キャラクターデザイン）[4][14][注釈 1]
- 1987年 世界忍者戦ジライヤ（キャラクターデザイン）[4][15][注釈 1]
- 1988年 仮面ライダーBLACK RX（キャラクターデザイン）[4][注釈 1]
- 1989年 機動刑事ジバン（キャラクターデザイン）[4][16][注釈 1]
- 1989年 高速戦隊ターボレンジャー（キャラクターデザイン）
- 1990年 特警ウインスペクター（キャラクターデザイン）アトラクション用戦闘員など[注釈 1]
- 1990年 地球戦隊ファイブマン（キャラクターデザイン）[注釈 2]
- 1991年 特救指令ソルブレイン（キャラクターデザイン）
- 1992年 恐竜戦隊ジュウレンジャー（キャラクターデザイン）[注釈 3]
- 1993年 五星戦隊ダイレンジャー（キャラクターデザイン）[注釈 4]
- 1994年 忍者戦隊カクレンジャー（キャラクターデザイン）[注釈 5]
- 1996年 超光戦士シャンゼリオン（キャラクターデザイン）
- 2000年 鉄甲機ミカヅキ（タクティカルスーツデザイン）
- 2002年 仮面ライダー龍騎（クリーチャーデザイン）
- 2003年 仮面ライダー555（オルフェノクデザイン）
- 2003年 美少女戦士セーラームーン（妖魔デザイン）　[注釈 1]
- 2004年 仮面ライダー剣（クリーチャーデザイン） [注釈 6]
- 2005年 Sh15uya（デザインワーク）
- 2005年 魔法戦隊マジレンジャー（キャラクターデザイン）[注釈 7]
- 2006年 轟轟戦隊ボウケンジャー（キャラクターデザイン）[注釈 8]
- 2006年 牙狼〈GARO〉スペシャル 白夜の魔獣（白夜騎士ダン・デザイン）
- 2007年 獣拳戦隊ゲキレンジャー（キャラクターデザイン）
- 2008年 仮面ライダーキバ（クリーチャーデザイン）
- 2009年 仮面ライダーディケイド（クリーチャーデザイン）
- 2009年 侍戦隊シンケンジャー（キャラクターデザイン）
- 2010年 仮面ライダーオーズ/OOO（クリーチャーデザイン）[注釈 9]
- 2011年 海賊戦隊ゴーカイジャー（キャラクターデザイン）[注釈 10]
- 2012年 特命戦隊ゴーバスターズ（キャラクターデザイン）[注釈 11]
- 2013年 仮面ライダー鎧武/ガイム（クリーチャーデザイン）[注釈 12]
- 2014年 烈車戦隊トッキュウジャー（キャラクターデザイン）[注釈 13]
- 2015年 手裏剣戦隊ニンニンジャー（キャラクターデザイン）[注釈 14]
- 2015年 手裏剣戦隊ニンニンジャーVS仮面ライダードライブ 春休み合体1時間スペシャル（クリーチャーデザイン）[注釈 15]
- 2016年 動物戦隊ジュウオウジャー（キャラクターデザイン）[注釈 16]
- 2017年 仮面ライダーエグゼイド（クリーチャーデザイン）[注釈 17]
- 2017年 仮面ライダービルド（クリーチャーデザイン）
- 2018年 仮面ライダージオウ（クリーチャーデザイン）[18][注釈 18]
- 2021年 機界戦隊ゼンカイジャー（クリーチャーデザイン）[注釈 19]
- 2022年 暴太郎戦隊ドンブラザーズ（キャラクターデザイン）[19]
- 2024年 仮面ライダーガヴ（クリーチャーデザイン）[注釈 20][20]
- 2025年 ナンバーワン戦隊ゴジュウジャー  - キャラクターデザイン[注釈 21]

#### アニメ
- 2001年 破壊魔定光（クリーチャーデザイン）
- 2002年 SAMURAI DEEPER KYO（クリーチャーデザイン）
- 2005年 リーンの翼（メカデザイン）
- 2015年 機動戦士ガンダム 鉄血のオルフェンズ（メカデザイン）

### 映画
※ 前項に属する作品の映画化は除く。
- 1991年 ゼイラム（CG）
- 1993年 仮面ライダーZO（コンピューター グラフィックス）
- 1994年 仮面ライダーJ（コンピューター グラフィックス）
- 1994年 ゼイラム2（CG）
- 1995年 人造人間ハカイダー（コンピュータグラフィックス、コンピュータグラフィックス（ビデオバージョン））
- 2005年 劇場版 仮面ライダー響鬼と7人の戦鬼（鬼岩城イメージ）
- 2012年 仮面ライダー×スーパー戦隊 スーパーヒーロー大戦（クリーチャーデザイン）
- 2012年 宇宙刑事ギャバン THE MOVIE（クリーチャーデザイン）

### オリジナルビデオ
※ 前項に属する作品のビデオ化タイトルは除く。
- 1990年 女バトルコップ（キャラクターデザイン）[注釈 22][注釈 1]
- 1992年 真・仮面ライダー 序章（CG）
- 1992年 大予言 復活の巨神（キャラクターデザイン）
- 1993年 ウルトラマンVS仮面ライダー（メインタイトル）

### ネットムービー
- 2017年 仮面戦隊ゴライダー（クリーチャーデザイン）

### 漫画
- 1991年 鉄機剣士・武王伝（キャラクターデザイン）

### ゲーム
- 1997年 PAL 神犬伝説（キャラクターデザイン）
- 1997年 デュアルヒーローズ（キャラクターデザイン/ポリゴンモデリング）
- 2013年 真・女神転生IV（新規悪魔デザイン[注釈 23]）

### 小説
- 2008年 真っ黒焦げの凶暴なウサギ（※著／和智正喜）（キャラクターデザイン）

### 玩具
※ 前項に属する作品の商品化は除く。
- 1999年 トキマ・スチームヘッド
- 1999年 変身サイボーグ99
- 2003年 ミクロマン200X（マスターフォース他）
- 2007年 ACTION WORKSシリーズ